# Lake Cherokee
Lake Cherokee est une census-designated place située dans les comtés de Gregg et de Rusk, dans l’État du Texas, aux États-Unis. Sa population s’élevait à 2 980 habitants lors du recensement de 2020.